# Lake Magdalene
Lake Magdalene è un census-designated place (CDP) degli Stati Uniti d'America, situato nello Stato della Florida, nella contea di Hillsborough.